# Д’Авранж д’Ожранвиль, Франсуа Шарль
Франсуа Шарль Жан Пьер Мари д’Авранж д’Ожранвиль (фр. François Charles Jean Pierre Marie d'Avrange d'Haugéranville; 1782—1827) — французский военный деятель, бригадный генерал (1813 год), барон (1808 год), участник революционных и наполеоновских войн. Имя генерала выбито на Триумфальной арке в Париже.

## Биография
Родился в 1782 году в семье генерала Франсуа д’Авранж д’Ожранвиля. Начал службу простым солдатом в 5-м гусарском полку 5 октября 1796 года. 12 мая 1801 года переведён в полк конных егерей гвардии Консулов. 7 января 1802 года возглавил роту 9-го драгунского полка.
21 июля 1803 года стал адъютантом своего дяди по материнской линии генерала Бертье. 23 марта 1805 года переведён в 16-й драгунский полк, отличился в сражении при Аустерлице.
1 марта 1806 года возглавил эскадрон в 1-м драгунском полку, с которым участвовал в Прусской и Польской кампаниях, сражался при Йене и Голымине. 7 января 1807 года получил звание майора 4-го драгунского полка. 25 июня 1807 года стал полковником, и возглавил 6-й кирасирский. Участвовал в Австрийской кампании 1809 года, был ранен 22 мая при Эсслинге.
В 1810 году стал адъютантом короля Неаполя Мюрата. 6 августа 1811 года вернулся в полк конных егерей Императорской гвардии в звании майора гвардии. Принимал участие в Русской кампании 1812 года.
27 февраля 1813 года произведён в бригадные генералы. 4 апреля 1813 года назначен командиром 2-й бригады 1-й кавалерийской дивизии 2-го кавалерийского корпуса. 12 июня получил под своё начало 1-ю бригаду 2-й дивизии тяжёлой кавалерии. Был тяжело ранен и взят в плен 18 октября в сражении при Лейпциге. В декабре 1813 года освобождён «под слово» и возвратился во Францию.
1 июня 1814 года – лейтенант Королевской гвардии. Во время «Ста дней» остался верен королю, и сопровождал его в Гент. Был назначен командующим Королевского военного дома. 14 ноября 1815 года – первый майор Корпуса Телохранителей короля. Умер 27 августа 1827 года в Париже после неудачного падения с лошади в возрасте 44 лет. 

## Воинские звания
- Младший лейтенант (31 января 1800 года);
- Второй лейтенант гвардии (12 мая 1801 года);
- Капитан (7 января 1802 года);
- Командир эскадрона (1 марта 1806 года);
- Майор (7 января 1807 года);
- Полковник (25 июня 1807 года);
- Бригадный генерал (27 февраля 1813 года).

## Титулы

- Барон Давранж и Империи (фр. baron Davrange et de l'Empire; декрет от 19 марта 1808 года, патент подтверждён 10 сентября 1808 года в Сен-Клу).

## Награды
Легионер ордена Почётного легиона (14 марта 1806 года)
 Офицер ордена Почётного легиона (6 октября 1808 года)
 Кавалер баварского военного ордена Максимилиана Иосифа (28 октября 1808 года)
 Коммандан ордена Почётного легиона (28 сентября 1813 года)
 Великий офицер ордена Почётного легиона (1 сентября 1814 года)